# Death ’n’ Roll
Death ’n’ Roll ist ein Subgenre des Death Metal. Es bezeichnet den Stil von Death-Metal-Bands, die Elemente des Hard Rock bzw. des Heavy Metal der 1970er Jahre in ihren Sound einfließen lassen. Die Bezeichnung Death ’n’ Roll ist eine Verbindung von Death Metal und Rock ’n’ Roll. Wichtige Vertreter des Genres sind unter anderem Entombed aus Schweden, Gorefest aus den Niederlanden, Six Feet Under aus den USA, Mistress aus Großbritannien und Debauchery aus Deutschland sowie Pungent Stench etwa ab dem Album Club Mondo Bizarre - For Members Only.

## Geschichte

### Herkunft
Obwohl die Bezeichnung Death ’n’ Roll zum ersten Mal in Verbindung mit Entombed genannt wurde, verweist Daniel Ekeroth, der Autor des Buches Schwedischer Death Metal, auf eine ältere Band namens Furbowl. Nach Entombeds bahnbrechender Veröffentlichung von Wolverine Blues, assoziierte man sie mit Death ’n’ Roll, eine Bezeichnung, die sie bis jetzt mit sich tragen.
Andere schwedische Death-’n’-Roll-Bands sind Nine, Vermin und Dellamorte.
Eine andere wichtige Death-’n’-Roll-Veröffentlichung ist Soul Survivor der Band Gorefest. Dieses Album ist mehr als ein Abstecher in die Rockmusik der 1970er Jahre. Den Beweis für die Einflüsse brachte die Band während ihrer Tour 1996, bei der sie Songs von AC/DC, Black Sabbath und Deep Purple spielten. (Gorefest reformierten sich sieben Jahre später wieder). Zwei ihrer Mitglieder spielen mittlerweile bei Live & Dangerous, einer Thin-Lizzy-Tribute-Band aus den Niederlanden.

## Auseinandersetzungen
Auf die Ansprache des Begriffs in Interviews mit Death-Metal-Musikern, reagieren diese meist mit Skepsis. LG Petrov von Entombed machte folgendes Statement, als er darauf angesprochen wurde:

“We see it as Entombed music, if people see that as death ’n’ roll so be it. We just laugh, death ’n’ roll, why not? When we write songs, we aren’t thinking it has to be a particular style.”

„Wir sehen es als Entombed-Musik, wenn andere es als Death ’n’ Roll sehen, dann soll es so sein. Wir lachen nur; Death ’n’ Roll, warum denn nicht? Wenn wir unsere Songs schreiben, achten wir nicht darauf, dass sie einen bestimmten Stil haben.“

Als Frank Harthoorn von Gorefest auf ihren gemischten Stil von Death Metal und Rock ’n’ Roll angesprochen wurde, antwortete er: 

«Estranho, todo mundo sempre tem mencionado essa coisa de Death ’N’ Roll. Para mim, isso é apenas Metal, claro e simples. Eu não acredito que nossas influências sejam diferentes de outras bandas.»

„Merkwürdig, jeder erwähnt dauernd dieses Death-’n’-Roll-Ding. Für mich ist es einfach Metal, ganz einfach. Ich glaube nicht, dass unsere Einflüsse anders sind, als die von anderen Bands.“

- Chad Bowar, der Heavy-Metal-Spezialist bei About.com, benutzt den Begriff Death ’n’ Roll in zwei seiner Reviews.[12][13]
- Blabbermouth, die News-Seite von Roadrunner Records, bezeichnet Hearse als eine schwedische Death 'n' Roll Band.[14]